# Mannöskäret
Mannöskäret is een Zweeds eiland behorend tot de Lule-archipel. Het is gelegen ten zuiden van haar naamgever Mannön. Het eiland heeft geen oeververbinding; kent wel enige bebouwing in de hoedanigheid van overnachtinghuisjes. Het hoogste punt is 10 meter hoog; het ligt aan de noordkant van het eiland.